# Acer Liquid mt
Acer Liquid mt (также известный как Acer Liquid Metal, Acer S120) — смартфон компании Acer, выпущенный в конце осени 2010 года. Работает на операционной системе Google Android 2.3.6 (Gingerbread).

## Общая информация
Liquid mt является продолжателем модельной линейки Liquid, представленную до него моделями Liquid и Liquid E. В данной модели, в отличие от предыдущих, установлен более мощный и энергоэффективный процессор Qualcomm MSM7230 с частотой 800 МГц, присутствует светодиодная вспышка. Улучшения произошли и в плане мультимедиа, аппарат поддерживает технологии Dolby Mobile и DLNA.
Изначальной прошивкой является Android 2.2 (Froyo). В ноябре 2011 года получил официальное обновление ПО и ОС до Android 2.3 (Gingerbread).

## Дизайн
Над внешним видом Acer Liquid mt работали дизайнеры из подразделения Packard Bell. Крышка аккумулятора выполнена из нержавеющей стали. Liquid mt выделяется на фоне смартфонов, представленных на рынке на момент выпуска, своим чуть выпуклым экраном (в сечении аппарат напоминает эллипс). Смартфон представлен в двух расцветках: с серебристой задней стороной и с коричневой.

## Технические характеристики
- Класс: смартфон
- Версия ACER APN 1.191-1
- Форм-фактор: моноблок
- Материалы корпуса: глянцевый и хромированный пластик, сталь
- Операционная система: Android 2.3.6 (Gingerbread)
- Коммуникации: HSPA/WCDMA: 850/900/1900/2100 МГц; GSM/GPRS/EDGE: 850/900/1800/1900 МГц
- Процессор: 800 МГц на платформе Qualcomm MSM7230 (Snapdragon) 32bit ARMv7
- Оперативная память: 512 МБ
- Память для хранения данных: 512 МБ + разъем для карты памяти microSD (до 32гб, без горячей замены карты памяти)
- Интерфейсы: Wi-Fi b/g/n, Bluetooth 2.1 + EDR (A2DP), универсальный разъем microUSB (USB 2.0) для заряда/синхронизации, 3.5 мм для гарнитуры
- Экран: TFT 3,61" с разрешением 480x800 точек (WVGA), автоматическая регулировка уровня подсветки, емкостный, до 4х касаний
- Камера: 5 Мп с автофокусом и светодиодной вспышкой, видео записывается в HD (720p) разрешении (30 кадров в секунду)
- Навигация: GPS на чипе gpsOne платформы Qualcomm (поддержка A-GPS), электронный компас
- Дополнительно: акселерометр, датчик света, сенсор приближения, Dolby Mobile, DLNA, FM-радио с RDS[1]
- Кодеки: WMV HD (MP 720p), MPEG-4 (ASP 720p), H.264, WMV10, Xvid
- Батарея: съемная Li-Ion емкостью 1500 мАч
- Габариты: 115 x 63×13.55 мм
- Вес: 135 г.

## Программное обеспечение
В качестве интерфейса пользователя используется фирменная оболочка Acer Breeze UI 4.0 c возможностью переключения на стандартную оболочку Android(только до версии Android 2.2). Также из фирменных особенностей интересно приложение Acer SocialJogger, объединяющее в себе обновления статусов в Facebook и Twitter.
Liquid mt является первым смартфоном Acer, в котором реализован механизм получения нового системного ПО через интернет, без подключения к ПК — FOTA. Небольшие исправления пока все-также устанавливаются только с помощью компьютера.

### Неофициальные прошивки
http://4pda.to/forum/index.php?showtopic=230135

### Популярные неофициальные прошивки на декабрь 2011 года
Стоит добавить, что на 29 декабря 2011 года, неофициальных прошивок существует достаточно много.
Прошивка (OS 2.3.6) by t&l (конструктор)-отличается малым весом и высоким быстродействием
Acer Liquid mt Metal (OS 2.3.7) MIUI — широчайший модификационный потенциал
[ROM] Gingerounay 3.0.1 (05/11/2011) Based on 4.000.13_COM_GEN1
и далее. Вышеупомянутые прошивки базируются на Android 2.3.6/2.3.7; имеют Root права «из коробки», поддерживаются авторами. Убить телефон неудачной прошивкой непросто, однако если вы не понимаете инструкцию, рекомендую воздержаться от экспериментов-вы действуете на свой страх и риск, авторы вас не заставляют пользоваться их творениями, гарантия будет недействительна.

## Продажи в России
Продажи данного смартфона в России стартовали 30 декабря 2010 года в сети мобильных салонов «Связной» на условиях трехнедельного эксклюзива. С 20 января 2011 должны начаться продажи и в других магазинах. Цена на старте продаж: 17990 руб.